# Re:キューティーハニー オリジナル・サウンドトラック
『Re:キューティーハニー オリジナル・サウンドトラック 』（Re:CUTIE HONEY Original Soundtrack）は、OVA『Re:キューティーハニー』のサウンドトラック・アルバム。2004年10月20日にコロムビアミュージックエンタテインメントより発売された。

## 概要
上田益が担当したBGM28曲、主題歌「Re:キューティーハニー」と「SO LONG, HONEY」両曲の全30曲を収録。

## 曲目リスト
1. Re:キューティーハニー （1:52）
2. スラップスティックに大騒動 （2:13）
3. 颯爽登場!ハリケーン・ハニー （1:31）
4. ハニー&夏子 （1:52）
5. 素敵なお食事タイム （1:39）
6. 僕の名は早見青児 （1:36）
7. Go! Go! COMIKET （1:49）
8. ハニー・コミカル・スタイル （1:43）
9. 乙女の休日 （3:46）
10. シスター・ジル （2:51）
11. パンサークローの幻影 （3:16）
12. SOMETHING for HONEY （1:43）
13. ハニーの涙 （2:06）
14. パンサークロー四天王,参上! （1:35）
15. 冒険また冒険 （3:22）
16. ハニー&夏子2 （2:42）
17. 愛の戦士キューティーハニー （1:52）
18. 別離の刻 （2:30）
19. 不安を胸に抱えて… （2:52）
20. GOODNIGHT, HONEY （2:10）
21. 宿命の決斗 （3:05）
22. 果てしなき逆襲 （1:42）
23. 大地を染める乙女の鮮血 （2:17）
24. 夏子におまかせ! （2:14）
25. ハニー・フルスロットル （1:28）
26. 真実のたからもの （4:02）
27. The Girl That Shouted {AI} at the Heart of the World （2:10）
28. 透きとおる,想い （1:55）
29. 希望的な終曲 （2:12）
30. SO LONG, HONEY （1:45）